# Světový pohár v alpském lyžování 2013/2014
Světový pohár v alpském lyžování 2013/2014, jehož pořadatelem byla Mezinárodní lyžařská federace, byl 48. ročník nejvyšší soutěžní úrovně v alpském lyžování. Sezóna začala 26. října 2013 v rakouském Söldenu a skončila 16. března 2014 ve švýcarském lyžařském středisku v Lenzerheide. Obhájcem prvenství v mužské kategorii byl rakouský reprezentant Marcel Hirscher, v ženské kategorii pak Slovinka Tina Mazeová. 
Sezóna byla přerušena závody na Zimních olympijských hrách 2014 v ruském Soči, jejichž výsledky se do Světového poháru nezapočítávaly. Vítězem celkového hodnocení v mužské kategorii se potřetí v kariéře stal Marcel Hirscher, mezi ženami vyhrála jeho krajanka Anna Fenningerová. Poprvé od sezóny 2001/2002 tak oba velké křišťálové glóby připadli Rakušanům.

## Přehled
Potřetí v řadě se celkovým vítězem sezóny stal Rakušan Marcel Hirscher, což se naposledy před ním podařilo Američanovi Philu Mahreovi v letech 1981–1983. Hirscher si prvenství zajistil po čtvrtém místě z lenzerheideského obřího slalomu v předposledním závodu sezóny, kde jeho vyzyvatel Nor Aksel Lund Svindal nezvládl úvodní kolo. Do závěrečného slalomu vstupoval Rakušan s náskokem 31 bodů, ale norský lyřaž jezdící především rychlostní disciplíny do něj již nenastoupil. Svindal tak alespoň podruhé ovládl konečné hodnocení sjezdu a potřetí vyhrál klasifikaci v Super-G, v obou případech v ročnících bez přerušení. Malý křišťálový glóbus v obřím slalomu obhájil Američan Ted Ligety, který dosáhl stejného počtu bodů jako Hirscher. O jeho celkově pátém vítězství v této disciplíně rozhodl vyšší počet čtyř vyhraných závodů oproti dvěma výhrám Rakušana. Slalomovou soutěž opanoval Hirscher. Jistotu mu přineslo vítězství až v posledním závodu sezóny. O malý glóbus za kombinaci se podělili Ligety s Francouzem Alexisem Pinturaultem, když každý z nich jeden závod vyhrál a ve druhém skončil druhý. 
Anna Fenningerová se stala první rakouskou celkovou šampionkou od krajanky Nicole Hospové v roce 2007. Poprvé od sezóny 2001/2002 tak oba velké křišťálové glóby připadli Rakušanům. Fenningerová si titul zajistila třetím místem v lenzerheideském Super-G, třetím závodu před koncem sezóny. Její vyzyvatelka, na druhém místě figurující Němka Maria Höflová-Rieschová, se o den dříve zranila ve sjezdu, jejž nedokončila a musela ukončit sezónu. Po závěru sezóny pak Höflová-Rieschová oznámila ukočení profesionální kariéry ve Světovém poháru. V ročníku vyhrála hodnocení sjezdu. Prvenství v Super-G získala Švýcarka Lara Gutová, jež v sezóně ovládla vůbec nejvyšší počet sedmi závodů, následována pěti výhrami Mikaely Shiffrinové. Této Američance připadl malý glóbus za vítězství ve slalomu. Fenningerová triumfovala v obřím slalomu, když si konečné prvenství zajistila v jeho posledním závodě. Jedinou superkombinační soutěž ovládla Francouzka Marie-Michèle Gagnonová. Malý glóbus však jen kvůli jedinému závodu nebyl udělen. Obhájkyně celkového vítězství Slovinka Tina Mazeová vyhrála jen sjezd v Cortině d'Ampezzo a obsadila celkové čtvrté místo. Hlavním cílem se však pro ni, podle vyjádření lyžařky, stala Zimní olympiáda v Soči, z níž si odvezla zlaté medaile ze sjezdu a obřího slalomu. Lichtenštejnka Tina Weiratherová byla jednou z kandidátek na celkové vítězství. Před únorovými olympijskými hrami figurovala na druhém místě, ale zranění v tréninku olympijského sjezdu ji ze zbytku sezóny vyřadilo. Celkově tak obsadila pátou příčku. Po zranění kolene z Mistrovství světa 2013 se k závodění vrátila čtyřnásobná držitelka velkého křišťálového glóbu Lindsey Vonnová, která se však představila jen ve čtyřech rychlostních soutěžích během prosince 2013.

## Muži

### Kalendář
| 1522.                                                                                   | 1.          | 27. října 2013                                                 | Sölden                                                         | OS 364                                                         | Ted Ligety                                                     | Alexis Pinturault                                              | Marcel Hirscher                                                | [ 9 ]                                                          |
| 1523.                                                                                   | 2.          | 17. listopadu 2013                                             | Levi                                                           | SL 431                                                         | Marcel Hirscher                                                | Mario Matt                                                     | Henrik Kristoffersen                                           | [ 10 ]                                                         |
| 1524.                                                                                   | 3.          | 30. listopadu 2013                                             | Lake Louise                                                    | SJ 433                                                         | Dominik Paris                                                  | Klaus Kröll                                                    | Adrien Théaux                                                  | [ 11 ]                                                         |
| 1525.                                                                                   | 4.          | 1. prosince 2013                                               | Lake Louise                                                    | SG 172                                                         | Aksel Lund Svindal                                             | Matthias Mayer                                                 | Georg Streitberger                                             | [ 12 ]                                                         |
| 1526.                                                                                   | 5.          | 6. prosince 2013                                               | Beaver Creek                                                   | SJ 434                                                         | Aksel Lund Svindal                                             | Hannes Reichelt                                                | Peter Fill                                                     | [ 13 ]                                                         |
| 1527.                                                                                   | 6.          | 7. prosince 2013                                               | Beaver Creek                                                   | SG 173                                                         | Patrick Küng                                                   | Otmar Striedinger                                              | Peter Fill Hannes Reichelt                                     | [ 14 ]                                                         |
| 1528.                                                                                   | 7.          | 8. prosince 2013                                               | Beaver Creek                                                   | OS 365                                                         | Ted Ligety                                                     | Bode Miller                                                    | Marcel Hirscher                                                | [ 15 ]                                                         |
| 1529.                                                                                   | 8.          | 14. prosince 2013                                              | Val-d'Isère                                                    | OS 366                                                         | Marcel Hirscher                                                | Thomas Fanara                                                  | Stefan Luitz                                                   | [ 16 ]                                                         |
| 1530.                                                                                   | 9.          | 15. prosince 2013                                              | Val-d'Isère                                                    | SL 432                                                         | Mario Matt                                                     | Mattias Hargin                                                 | Patrick Thaler                                                 | [ 17 ]                                                         |
| 1531.                                                                                   | 10.         | 20. prosince 2013                                              | Val Gardena                                                    | SG 174                                                         | Aksel Lund Svindal                                             | Jan Hudec                                                      | Adrien Théaux                                                  | [ 18 ]                                                         |
| 1532.                                                                                   | 11.         | 21. prosince 2013                                              | Val Gardena                                                    | SJ 435                                                         | Erik Guay                                                      | Kjetil Jansrud                                                 | Johan Clarey                                                   | [ 19 ]                                                         |
| 1533.                                                                                   | 12.         | 22. prosince 2013                                              | Alta Badia                                                     | OS 367                                                         | Marcel Hirscher                                                | Alexis Pinturault                                              | Ted Ligety                                                     | [ 20 ]                                                         |
| 1534.                                                                                   | 13.         | 29. prosince 2013                                              | Bormio                                                         | SJ 436                                                         | Aksel Lund Svindal                                             | Hannes Reichelt                                                | Erik Guay                                                      | [ 21 ]                                                         |
|                                                                                         |             | 1. ledna 2014                                                  | Mnichov                                                        | MZ cnx                                                         | teplé počasí                                                   | teplé počasí                                                   | teplé počasí                                                   | teplé počasí                                                   |
| 6. ledna 2014                                                                           | Záhřeb      | SL cnx                                                         | teplé počasí; přeloženo do Bormia na 6. ledna 2014             | teplé počasí; přeloženo do Bormia na 6. ledna 2014             | teplé počasí; přeloženo do Bormia na 6. ledna 2014             | teplé počasí; přeloženo do Bormia na 6. ledna 2014             |                                                                |                                                                |
| 1535.                                                                                   | 14.         | 6. ledna 2014                                                  | Bormio                                                         | SL 433                                                         | Felix Neureuther                                               | Marcel Hirscher                                                | Manfred Moelgg                                                 | [ 22 ]                                                         |
| 1536.                                                                                   | 15.         | 11. ledna 2014                                                 | Adelboden                                                      | OS 368                                                         | Felix Neureuther                                               | Thomas Fanara                                                  | Marcel Hirscher                                                | [ 23 ]                                                         |
| 1537.                                                                                   | 16.         | 12. ledna 2014                                                 | Adelboden                                                      | SL 434                                                         | Marcel Hirscher                                                | André Myhrer                                                   | Henrik Kristoffersen                                           | [ 24 ]                                                         |
| 1538.                                                                                   | 17.         | 17. ledna 2014                                                 | Wengen                                                         | SK 119                                                         | Ted Ligety                                                     | Alexis Pinturault                                              | Natko Zrnčić-Dim                                               | [ 25 ]                                                         |
| 1539.                                                                                   | 18.         | 18. ledna 2014                                                 | Wengen                                                         | SJ 437                                                         | Patrick Küng                                                   | Hannes Reichelt                                                | Aksel Lund Svindal                                             | [ 26 ]                                                         |
| 1540.                                                                                   | 19.         | 19. ledna 2014                                                 | Wengen                                                         | SL 435                                                         | Alexis Pinturault                                              | Felix Neureuther                                               | Marcel Hirscher                                                | [ 27 ]                                                         |
| 1541.                                                                                   | 20.         | 24. ledna 2014                                                 | Kitzbühel                                                      | SL 436                                                         | Felix Neureuther                                               | Henrik Kristoffersen                                           | Patrick Thaler                                                 | [ 28 ]                                                         |
| 1542.                                                                                   | 21.         | 25. ledna 2014                                                 | Kitzbühel                                                      | SJ 438                                                         | Hannes Reichelt                                                | Aksel Lund Svindal                                             | Bode Miller                                                    | [ 29 ]                                                         |
| 1543.                                                                                   | 22.         | 26. ledna 2014                                                 | Kitzbühel                                                      | SG 175                                                         | Didier Défago                                                  | Bode Miller                                                    | Max Franz Aksel Lund Svindal                                   | [ 30 ]                                                         |
| 1544.                                                                                   | 23.         | 26. ledna 2014                                                 | Kitzbühel                                                      | SK 120                                                         | Alexis Pinturault                                              | Ted Ligety                                                     | Marcel Hirscher                                                | [ 31 ]                                                         |
| 1545.                                                                                   | 24.         | 28. ledna 2014                                                 | Schladming                                                     | SL 437                                                         | Henrik Kristoffersen                                           | Marcel Hirscher                                                | Felix Neureuther                                               | [ 32 ]                                                         |
|                                                                                         |             | 1. února 2014                                                  | Garmisch-Partenkirchen                                         | SJ cnx                                                         | nedostatek sněhu; přeloženo do Svatého Mořice na 1. února 2014 | nedostatek sněhu; přeloženo do Svatého Mořice na 1. února 2014 | nedostatek sněhu; přeloženo do Svatého Mořice na 1. února 2014 | nedostatek sněhu; přeloženo do Svatého Mořice na 1. února 2014 |
| 2. února 2014                                                                           | OS cnx      | nedostatek sněhu; přeloženo do Svatého Mořice na 2. února 2014 | nedostatek sněhu; přeloženo do Svatého Mořice na 2. února 2014 | nedostatek sněhu; přeloženo do Svatého Mořice na 2. února 2014 | nedostatek sněhu; přeloženo do Svatého Mořice na 2. února 2014 |                                                                |                                                                |                                                                |
| 1. února 2014                                                                           | Svatý Mořic | SJ cnx                                                         | mlha; definitivně přeloženo do Kvitfjellu na 28. února 2014    | mlha; definitivně přeloženo do Kvitfjellu na 28. února 2014    | mlha; definitivně přeloženo do Kvitfjellu na 28. února 2014    | [ 33 ]                                                         |                                                                |                                                                |
| 1546.                                                                                   | Svatý Mořic | 25.                                                            | 2. února 2014                                                  | OS 369                                                         | Ted Ligety                                                     | Marcel Hirscher                                                | Alexis Pinturault                                              | [ 34 ]                                                         |
|                                                                                         |             | 9.–22. února 2014                                              | Soči                                                           | Zimní olympijské hry                                           | Zimní olympijské hry                                           | Zimní olympijské hry                                           | Zimní olympijské hry                                           | Zimní olympijské hry                                           |
| 1547.                                                                                   | 26.         | 28. února 2014                                                 | Kvitfjell                                                      | SJ 439                                                         | Kjetil Jansrud Georg Streitberger                              | 2. místo neuděleno                                             | Travis Ganong                                                  | [ 35 ]                                                         |
| 1548.                                                                                   | 27.         | 1. března 2014                                                 | Kvitfjell                                                      | SJ 440                                                         | Erik Guay                                                      | Johan Clarey                                                   | Matthias Mayer                                                 | [ 36 ]                                                         |
| 1549.                                                                                   | 28.         | 2. března 2014                                                 | Kvitfjell                                                      | SG 176                                                         | Kjetil Jansrud                                                 | Patrick Küng                                                   | Matthias Mayer                                                 | [ 37 ]                                                         |
| 1550.                                                                                   | 29.         | 8. března 2014                                                 | Kranjska Gora                                                  | OS 370                                                         | Ted Ligety                                                     | Benjamin Raich                                                 | Henrik Kristoffersen                                           | [ 38 ]                                                         |
| 1551.                                                                                   | 30.         | 9. března 2014                                                 | Kranjska Gora                                                  | SL 438                                                         | Felix Neureuther                                               | Fritz Dopfer                                                   | Henrik Kristoffersen                                           | [ 39 ]                                                         |
| Finále Světového poháru                                                                 |             |                                                                |                                                                |                                                                |                                                                |                                                                |                                                                |                                                                |
| 1552.                                                                                   | 31.         | 12. března 2014                                                | Lenzerheide                                                    | SJ 441                                                         | Matthias Mayer                                                 | Christof Innerhofer Ted Ligety                                 |                                                                | [ 40 ]                                                         |
| 1553.                                                                                   | 32.         | 13. března 2014                                                | Lenzerheide                                                    | SG 177                                                         | Alexis Pinturault                                              | Thomas Mermillod-Blondin                                       | Bode Miller                                                    | [ 41 ]                                                         |
| 1554.                                                                                   | 33.         | 15. března 2014                                                | Lenzerheide                                                    | OS 371                                                         | Ted Ligety                                                     | Alexis Pinturault                                              | Felix Neureuther                                               | [ 42 ]                                                         |
| 1555.                                                                                   | 34.         | 16. března 2014                                                | Lenzerheide                                                    | SL 439                                                         | Marcel Hirscher                                                | Felix Neureuther                                               | Mario Matt                                                     | [ 43 ]                                                         |
| Legenda                                                                                 |             |                                                                |                                                                |                                                                |                                                                |                                                                |                                                                |                                                                |
| SJ – sjezd, SL – slalom, OS – obří slalom, SG – Super-G, MZ – městský závod (paralelní) |             |                                                                |                                                                |                                                                |                                                                |                                                                |                                                                |                                                                |

### Konečné pořadí

#### Celkově
| Poř. | Lyžař         | SÖL  | LEV  | LKL | LKL | BCR | BCR | BCR  | ISÈ  | ISÈ  | VGA | VGA | ABD  | BOR | BOR  | ADE  | ADE  | WEN | WEN | WEN | KIT | KIT | KIT | KIT  | SCH  | STM  | KVI | KVI | KVI | KRG  | KRG | LEN | LEN | LEN  | LEN  | Body |
| Poř. | Lyžař         | OS   | SL   | SJ  | SG  | SJ  | SG  | OS   | OS   | SL   | SG  | SJ  | OS   | SJ  | SL   | OS   | SL   | SK  | SJ  | SL  | SL  | SJ  | SG  | SK   | SL   | OS   | SJ  | SJ  | SG  | OS   | SL  | SJ  | SG  | OS   | SL   | Body |
| ---- | ------------- | ---- | ---- | --- | --- | --- | --- | ---- | ---- | ---- | --- | --- | ---- | --- | ---- | ---- | ---- | --- | --- | --- | --- | --- | --- | ---- | ---- | ---- | --- | --- | --- | ---- | --- | --- | --- | ---- | ---- | ---- |
| 1.   | Hirscher      | 3    | 1    |     |     |     | 16  | 3    | 1    | 41   |     |     | 1    |     | 2    | 3    | 1    |     |     | 3   | 23  |     | 56  | 3    | 2    | 2    |     |     |     | 4    | 5   |     | 12  | 4    | 1    | 1222 |
| 2.   | Svindal       | 4    |      | 4   | 1   | 1   | 7   | 11   | DNF1 |      | 1   | 4   | 13   | 1   |      | 12   |      | 5   | 3   |     |     | 2   | 3   | DNF2 |      | DNF2 | 5   | 6   | 4   | 17   |     | 5   | 16  | DNF1 |      | 1091 |
| 3.   | Pinturault    | 2    | DNF2 |     |     |     | 18  | 5    | 4    | DNF1 |     |     | 2    |     | DSQ1 | 4    | 23   | 2   |     | 1   | 4   |     | 18  | 1    | 5    | 3    |     |     |     | 18   | 8   |     | 1   | 2    | 9    | 1028 |
| 4.   | Ligety        | 1    | 11   |     | DNF | 42  | 5   | 1    | DNF1 | 39   | DNF |     | 3    |     | 27   | DNF2 | DNF2 | 1   |     | 48  | 15  |     | 31  | 2    | DNF1 | 1    |     |     |     | 1    | 16  | 2   | 5   | 1    | 12   | 991  |
| 5.   | Neureuther    | DNF2 | 27   |     |     |     |     | 7    |      | 10   |     |     | 5    |     | 1    | 1    | DNF2 |     |     | 2   | 1   |     |     |      | 3    |      |     |     |     | 12   | 1   |     |     | 3    | 2    | 813  |
| 6.   | Jansrud       |      |      | 21  | 11  | 12  | 9   | 17   |      |      | 4   | 2   | DNF1 | 34  |      | DNF1 | DNF1 | 21  | 13  |     |     | 9   | 11  | 10   |      | 13   | 1   | 5   | 1   | DNF2 |     | 12  | 8   | DNS1 |      | 657  |
| 7.   | Kristoffersen | 32   | 3    |     |     |     |     |      | 9    | 14   |     |     | 12   |     | 7    | 13   | 3    |     |     | 15  | 2   |     |     |      | 1    | 12   |     |     |     | 3    | 3   |     |     | 8    | 11   | 639  |
| 8.   | Miller        | 19   |      | 16  | 23  | 13  | 14  | 2    | DNF1 | DNF1 | 8   | 5   | 40   | 35  |      | DNF1 | 49   | 9   | 5   | 26  |     | 3   | 2   | DSQ2 | DSQ1 | DNF1 | 16  | 8   | 12  | 24   |     | 8   | 3   | 15   | DNF2 | 633  |
| 9.   | Mayer         |      |      | 13  | 2   | DNF | 10  | DNF1 |      |      | DNF | 14  | DNF1 | 5   |      |      |      | 8   | 6   |     |     | 11  | 13  | 14   |      | 22   | DNF | 3   | 3   | DNF1 |     | 1   | 4   | 20   |      | 602  |
| 10.  | Küng          |      |      | 15  | 5   | 5   | 1   |      |      |      | DNF | 6   |      | 13  |      |      |      |     | 1   |     |     | 14  | 17  | DNS2 |      |      | 12  | 12  | 2   |      |     | 11  | 15  |      |      | 562  |
| Poř. | Lyžař         | OS   | SL   | SJ  | SG  | SJ  | SG  | OS   | OS   | SL   | SG  | SJ  | OS   | SJ  | SL   | OS   | SL   | SK  | SJ  | SL  | SL  | SJ  | SG  | SK   | SL   | OS   | SJ  | SJ  | SG  | OS   | SL  | SJ  | SG  | OS   | SL   | Body |
| Poř. | Lyžař         | SÖL  | LEV  | LKL | LKL | BCR | BCR | BCR  | ISÈ  | ISÈ  | VGA | VGA | ABD  | BOR | BOR  | ADE  | ADE  | WEN | WEN | WEN | KIT | KIT | KIT | KIT  | SCH  | STM  | KVI | KVI | KVI | KRG  | KRG | LEN | LEN | LEN  | LEN  | Body |

| Barva    | výsledek              |
| -------- | --------------------- |
| Zlatá    | 1. místo              |
| Stříbrná | 2. místo              |
| Bronzová | 3. místo              |
| Zelená   | bodované umístění     |
| Modrá    | nebodované umístění   |
| Nachová  | nedojel do cíle (DNF) |
| Černá    | diskvalifikace (DSQ)  |
| Bílá     | nestartoval (DNS)     |

| Poř. | po 9 závodech      | body |
| ---- | ------------------ | ---- |
| 1.   | Aksel Lund Svindal | 570  |
| 2.   | Hannes Reichelt    | 360  |
| 3.   | Erik Guay          | 357  |
| 4.   | Kjetil Jansrud     | 328  |
| 5.   | Patrick Küng       | 307  |
| 5.   | Matthias Mayer     | 307  |

| Poř. | po 6 závodech      | body |
| ---- | ------------------ | ---- |
| 1.   | Aksel Lund Svindal | 346  |
| 2.   | Kjetil Jansrud     | 259  |
| 3.   | Patrick Küng       | 255  |
| 4.   | Matthias Mayer     | 236  |
| 5.   | Bode Miller        | 220  |

| Poř. | po 8 závodech     | body |
| ---- | ----------------- | ---- |
| 1.   | Ted Ligety        | 560  |
| 2.   | Marcel Hirscher   | 560  |
| 3.   | Alexis Pinturault | 458  |
| 4.   | Thomas Fanara     | 278  |
| 5.   | Felix Neureuther  | 263  |

| Poř. | po 9 závodech        | body |
| ---- | -------------------- | ---- |
| 1.   | Marcel Hirscher      | 565  |
| 2.   | Felix Neureuther     | 550  |
| 3.   | Henrik Kristoffersen | 454  |
| 4.   | Patrick Thaler       | 351  |
| 5.   | Mattias Hargin       | 349  |

| Poř. | po 2 závodech            | body |
| ---- | ------------------------ | ---- |
| 1.   | Ted Ligety               | 180  |
| 1.   | Alexis Pinturault        | 180  |
| 3.   | Thomas Mermillod-Blondin | 90   |
| 4.   | Sandro Viletta           | 86   |
| 5.   | Natko Zrnčić-Dim         | 70   |

## Ženy

### Kalendář
| 1423.                                                                                            | 1.            | 26. října 2013                                                         | Sölden                                                                 | OS 364                                                                 | Lara Gutová                                                             | Kathrin Zettelová                                                       | Viktoria Rebensburgová                                                  | [ 44 ]                                                                  |
| 1424.                                                                                            | 2.            | 16. listopadu 2013                                                     | Levi                                                                   | SL 410                                                                 | Mikaela Shiffrinová                                                     | Maria Höflová-Rieschová                                                 | Tina Mazeová                                                            | [ 45 ]                                                                  |
| 1425.                                                                                            | 3.            | 29. listopadu 2013                                                     | Beaver Creek                                                           | SJ 360                                                                 | Lara Gutová                                                             | Tina Weiratherová                                                       | Elena Fanchiniová                                                       | [ 46 ]                                                                  |
| 1426.                                                                                            | 4.            | 30. listopadu 2013                                                     | Beaver Creek                                                           | SG 191                                                                 | Lara Gutová                                                             | Anna Fenningerová                                                       | Nicole Hospová                                                          | [ 47 ]                                                                  |
| 1427.                                                                                            | 5.            | 1. prosince 2013                                                       | Beaver Creek                                                           | OS 365                                                                 | Jessica Lindellová-Vikarbyová                                           | Mikaela Shiffrinová                                                     | Tina Weiratherová                                                       | [ 48 ]                                                                  |
| 1428.                                                                                            | 6.            | 6. prosince 2013                                                       | Lake Louise                                                            | SJ 361                                                                 | Maria Höflová-Rieschová                                                 | M. Kaufmann-Abderhaldenová                                              | Elena Fanchiniová                                                       | [ 49 ]                                                                  |
| 1429.                                                                                            | 7.            | 7. prosince 2013                                                       | Lake Louise                                                            | SJ 362                                                                 | Maria Höflová-Rieschová                                                 | Tina Weiratherová                                                       | Anna Fenningerová                                                       | [ 50 ]                                                                  |
| 1430.                                                                                            | 8.            | 8. prosince 2013                                                       | Lake Louise                                                            | SG 192                                                                 | Lara Gutová                                                             | Tina Weiratherová                                                       | Anna Fenningerová                                                       | [ 51 ]                                                                  |
| 1431.                                                                                            | 9.            | 14. prosince 2013                                                      | Svatý Mořic                                                            | SG 193                                                                 | Tina Weiratherová                                                       | Kajsa Klingová                                                          | Anna Fenningerová                                                       | [ 52 ]                                                                  |
| 1432.                                                                                            | 10.           | 15. prosince 2013                                                      | Svatý Mořic                                                            | OS 366                                                                 | Tessa Worleyová                                                         | Jessica Lindellová-Vikarbyová                                           | Tina Mazeová                                                            | [ 53 ]                                                                  |
| 1433.                                                                                            | 11.           | 17. prosince 2013                                                      | Courchevel                                                             | SL 411                                                                 | Marlies Schildová                                                       | Frida Hansdotterová                                                     | Bernadette Schildová                                                    | [ 54 ]                                                                  |
| 1434.                                                                                            | 12.           | 21. prosince 2013                                                      | Val-d'Isère                                                            | SJ 363                                                                 | M. Kaufmann-Abderhaldenová                                              | Tina Mazeová                                                            | Cornelia Hütterová                                                      | [ 55 ]                                                                  |
| 1435.                                                                                            | 13.           | 22. prosince 2013                                                      | Val-d'Isère                                                            | OS 367                                                                 | Tina Weiratherová                                                       | Lara Gutová                                                             | Maria Pietilä-Holmnerová                                                | [ 56 ]                                                                  |
| 1436.                                                                                            | 14.           | 28. prosince 2013                                                      | Lienz                                                                  | OS 368                                                                 | Anna Fenningerová                                                       | Jessica Lindellová-Vikarbyová                                           | Mikaela Shiffrinová                                                     | [ 57 ]                                                                  |
| 1437.                                                                                            | 15.           | 29. prosince 2013                                                      | Lienz                                                                  | SL 412                                                                 | Marlies Schildová                                                       | Mikaela Shiffrinová                                                     | Maria Höflová-Rieschová                                                 | [ 58 ]                                                                  |
|                                                                                                  |               | 1. ledna 2014                                                          | Mnichov                                                                | MZ cnx                                                                 | teplé počasí                                                            | teplé počasí                                                            | teplé počasí                                                            | teplé počasí                                                            |
| 4. ledna 2014                                                                                    | Záhřeb        | SL cnx                                                                 | teplé počasí; přesunuto do Bormia na 5. ledna 2014                     | teplé počasí; přesunuto do Bormia na 5. ledna 2014                     | teplé počasí; přesunuto do Bormia na 5. ledna 2014                      | teplé počasí; přesunuto do Bormia na 5. ledna 2014                      |                                                                         |                                                                         |
| 1438.                                                                                            | 16.           | 5. ledna 2014                                                          | Bormio                                                                 | SL 413                                                                 | Mikaela Shiffrinová                                                     | Maria Pietilä-Holmnerová                                                | Nastasia Noensová                                                       | [ 59 ]                                                                  |
| 1439.                                                                                            | 17.           | 11. ledna 2014                                                         | Altenmarkt                                                             | SJ 364                                                                 | Elisabeth Görglová                                                      | Anna Fenningerová                                                       | Maria Höflová-Rieschová                                                 | [ 60 ]                                                                  |
| 1440.                                                                                            | 18.           | 12. ledna 2014                                                         | Altenmarkt                                                             | SK 094                                                                 | Marie-Michèle Gagnonová                                                 | Michaela Kirchgasserová                                                 | Maria Höflová-Rieschová                                                 | [ 61 ]                                                                  |
| 1441.                                                                                            | 19.           | 14. ledna 2014                                                         | Flachau                                                                | SL 414                                                                 | Mikaela Shiffrinová                                                     | Frida Hansdotterová                                                     | Maria Pietilä Holmnerová                                                | [ 62 ]                                                                  |
|                                                                                                  |               | 18. ledna 2014                                                         | Cortina d'Ampezzo                                                      | SJ cnx                                                                 | sněhová bouře; přesunuto v Cortině d'Ampezzo nejdříve na 19. ledna 2014 | sněhová bouře; přesunuto v Cortině d'Ampezzo nejdříve na 19. ledna 2014 | sněhová bouře; přesunuto v Cortině d'Ampezzo nejdříve na 19. ledna 2014 | sněhová bouře; přesunuto v Cortině d'Ampezzo nejdříve na 19. ledna 2014 |
| 19. ledna 2014                                                                                   | SJ cnx        | sněhová bouře; podruhé přesunuto v Cortině d'Ampezzo na 24. ledna 2014 | sněhová bouře; podruhé přesunuto v Cortině d'Ampezzo na 24. ledna 2014 | sněhová bouře; podruhé přesunuto v Cortině d'Ampezzo na 24. ledna 2014 | sněhová bouře; podruhé přesunuto v Cortině d'Ampezzo na 24. ledna 2014  |                                                                         |                                                                         |                                                                         |
| 19. ledna 2014                                                                                   | SG cnx        | sněhová bouře; přesunuto v Cortině d'Ampezzo na 23. ledna 2014         | sněhová bouře; přesunuto v Cortině d'Ampezzo na 23. ledna 2014         | sněhová bouře; přesunuto v Cortině d'Ampezzo na 23. ledna 2014         | [ 63 ]                                                                  |                                                                         |                                                                         |                                                                         |
| 1442.                                                                                            | 20.           | 23. ledna 2014                                                         | Cortina d'Ampezzo                                                      | SG 194                                                                 | Elisabeth Görglová                                                      | Maria Höflová-Rieschová                                                 | Nicole Hospová                                                          | [ 64 ]                                                                  |
| 1443.                                                                                            | 21.           | 24. ledna 2014                                                         | Cortina d'Ampezzo                                                      | SJ 365                                                                 | Maria Höflová-Rieschová                                                 | Tina Weiratherová                                                       | Nicole Schmidhoferová                                                   | [ 65 ]                                                                  |
|                                                                                                  |               | 25. ledna 2014                                                         | Garmisch-Partenkirchen                                                 | SJ cnx                                                                 | nedostatek sněhu; přesunuto do Cortiny d'Ampezzo na 25. ledna 2014      | nedostatek sněhu; přesunuto do Cortiny d'Ampezzo na 25. ledna 2014      | nedostatek sněhu; přesunuto do Cortiny d'Ampezzo na 25. ledna 2014      | nedostatek sněhu; přesunuto do Cortiny d'Ampezzo na 25. ledna 2014      |
| 26. ledna 2014                                                                                   | SG cnx        | nedostatek sněhu; přesunuto do Cortiny d'Ampezzo na 26. ledna 2014     | nedostatek sněhu; přesunuto do Cortiny d'Ampezzo na 26. ledna 2014     | nedostatek sněhu; přesunuto do Cortiny d'Ampezzo na 26. ledna 2014     | nedostatek sněhu; přesunuto do Cortiny d'Ampezzo na 26. ledna 2014      |                                                                         |                                                                         |                                                                         |
| 1444.                                                                                            | 22.           | 25. ledna 2014                                                         | Cortina d'Ampezzo                                                      | SJ 366                                                                 | Tina Mazeová                                                            | M. Kaufmann-Abderhaldenová                                              | Tina Weiratherová                                                       | [ 66 ]                                                                  |
| 1445.                                                                                            | 23.           | 26. ledna 2014                                                         | Cortina d'Ampezzo                                                      | SG 195                                                                 | Lara Gutová                                                             | Tina Weiratherová                                                       | Maria Höflová-Rieschová                                                 | [ 67 ]                                                                  |
|                                                                                                  |               | 1. února 2014                                                          | Maribor                                                                | OS cnx                                                                 | nedostatek sněhu; přesunuto do Kranjské Gory na 1. února 2014           | nedostatek sněhu; přesunuto do Kranjské Gory na 1. února 2014           | nedostatek sněhu; přesunuto do Kranjské Gory na 1. února 2014           | nedostatek sněhu; přesunuto do Kranjské Gory na 1. února 2014           |
| 2. února 2014                                                                                    | SL cnx        | nedostatek sněhu; přesunuto do Kranjské Gory na 2. února 2014          | nedostatek sněhu; přesunuto do Kranjské Gory na 2. února 2014          | nedostatek sněhu; přesunuto do Kranjské Gory na 2. února 2014          | nedostatek sněhu; přesunuto do Kranjské Gory na 2. února 2014           |                                                                         |                                                                         |                                                                         |
| 1. února 2014                                                                                    | Kranjska Gora | OS cnx                                                                 | husté sněžení; definitivně přesunuto do Åre na 6. března 2014          | husté sněžení; definitivně přesunuto do Åre na 6. března 2014          | husté sněžení; definitivně přesunuto do Åre na 6. března 2014           | husté sněžení; definitivně přesunuto do Åre na 6. března 2014           |                                                                         |                                                                         |
| 1446.                                                                                            | Kranjska Gora | 24.                                                                    | 2. února 2014                                                          | SL 415                                                                 | Frida Hansdotterová                                                     | Marlies Schildová                                                       | Bernadette Schildová                                                    | [ 68 ]                                                                  |
|                                                                                                  |               | 9.–22. února 2014                                                      | Soči                                                                   | Zimní olympijské hry                                                   | Zimní olympijské hry                                                    | Zimní olympijské hry                                                    | Zimní olympijské hry                                                    | Zimní olympijské hry                                                    |
|                                                                                                  |               | 1. března 2014                                                         | Crans-Montana                                                          | SJ cnx                                                                 | mlha; přesunuto v Crans-Montaně na 2. března                            | mlha; přesunuto v Crans-Montaně na 2. března                            | mlha; přesunuto v Crans-Montaně na 2. března                            | mlha; přesunuto v Crans-Montaně na 2. března                            |
| 1447.                                                                                            | 25.           | 2. března 2014                                                         | Crans-Montana                                                          | SJ 367                                                                 | Andrea Fischbacherová                                                   | Anna Fenningerová                                                       | Tina Mazeová                                                            | [ 69 ]                                                                  |
|                                                                                                  |               | 2. března 2014                                                         | Crans-Montana                                                          | SK cnx                                                                 | zrušeno kvůli přesunutému sjezdu                                        | zrušeno kvůli přesunutému sjezdu                                        | zrušeno kvůli přesunutému sjezdu                                        | zrušeno kvůli přesunutému sjezdu                                        |
| 1448.                                                                                            | 26.           | 6. března 2014                                                         | Åre                                                                    | OS 369                                                                 | Anna Fenningerová                                                       | Anemone Marmottanová                                                    | Eva-Maria Bremová Lara Gutová                                           | [ 70 ]                                                                  |
| 1449.                                                                                            | 27.           | 7. března 2014                                                         | Åre                                                                    | OS 370                                                                 | Anna Fenningerová                                                       | Viktoria Rebensburgová                                                  | Jessica Lindellová-Vikarbyová                                           | [ 71 ]                                                                  |
| 1450.                                                                                            | 28.           | 8. března 2014                                                         | Åre                                                                    | SL 416                                                                 | Mikaela Shiffrinová                                                     | Maria Pietilä-Holmnerová                                                | Anna Swennová-Larssonová                                                | [ 72 ]                                                                  |
| Finále Světového poháru                                                                          |               |                                                                        |                                                                        |                                                                        |                                                                         |                                                                         |                                                                         |                                                                         |
| 1451.                                                                                            | 29.           | 12. března 2014                                                        | Lenzerheide                                                            | SJ 368                                                                 | Lara Gutová                                                             | Elisabeth Görglová                                                      | Fränzi Aufdenblattenová                                                 | [ 73 ]                                                                  |
| 1452.                                                                                            | 30.           | 13. března 2014                                                        | Lenzerheide                                                            | SG 196                                                                 | Lara Gutová                                                             | Anna Fenningerová                                                       | Tina Mazeová                                                            | [ 74 ]                                                                  |
| 1453.                                                                                            | 31.           | 15. března 2014                                                        | Lenzerheide                                                            | SL 417                                                                 | Mikaela Shiffrinová                                                     | Frida Hansdotterová                                                     | Marlies Schildová                                                       | [ 75 ]                                                                  |
| 1454.                                                                                            | 32.           | 16. března 2014                                                        | Lenzerheide                                                            | OS 371                                                                 | Anna Fenningerová                                                       | Eva-Maria Bremová                                                       | Jessica Lindellová-Vikarbyová                                           | [ 76 ]                                                                  |
| Legenda                                                                                          |               |                                                                        |                                                                        |                                                                        |                                                                         |                                                                         |                                                                         |                                                                         |
| SJ – sjezd, SL – slalom, OS – obří slalom, SG – Super-G, SK – superkombinace, MZ – městský závod |               |                                                                        |                                                                        |                                                                        |                                                                         |                                                                         |                                                                         |                                                                         |

### Konečné pořadí

#### Celkové
| Poř. | Lyžařka            | SÖL  | LEV | BCR | BCR | BCR  | LKL | LKL | LKL | STM  | STM  | COU  | ISÈ | ISÈ  | LIE  | LIE  | BOR  | ZAU | ZAU | FLA | COR | COR | COR | COR | KRG  | CMN | ÅRE | ÅRE  | ÅRE | LEN | LEN | LEN  | LEN | Body |
| Poř. | Lyžařka            | OS   | SL  | SJ  | SG  | OS   | SJ  | SJ  | SG  | SG   | OS   | SL   | SJ  | OS   | OS   | SL   | SL   | SJ  | SK  | SL  | SG  | SJ  | SJ  | SG  | SL   | SJ  | OS  | OS   | SL  | SJ  | SG  | SL   | OS  | Body |
| ---- | ------------------ | ---- | --- | --- | --- | ---- | --- | --- | --- | ---- | ---- | ---- | --- | ---- | ---- | ---- | ---- | --- | --- | --- | --- | --- | --- | --- | ---- | --- | --- | ---- | --- | --- | --- | ---- | --- | ---- |
| 1.   | Fenningerová       | 4    |     | 5   | 2   | DNF2 | 4   | 3   | 3   | 3    | 8    |      | 11  | 7    | 1    |      |      | 2   | 8   |     | 5   | 6   | 5   | 8   |      | 2   | 1   | 1    |     | 6   | 2   |      | 1   | 1371 |
| 2.   | Höfl-Rieschová     | DNF1 | 2   | 7   | 8   | 5    | 1   | 1   | 19  | 8    | 11   | DNF1 | 9   | 5    | 15   | 3    | DNF2 | 3   | 3   | 4   | 2   | 1   | 4   | 3   | 23   | 9   | 21  | 10   | 7   | DNF |     |      |     | 1180 |
| 3.   | Gutová             | 1    |     | 1   | 1   | DNF1 | 10  | 13  | 1   | 7    | DNF1 |      | 25  | 2    | DNF1 |      |      | 11  | 15  |     | 19  | 4   | 10  | 1   |      | DNF | 3   | DNF1 | 36  | 1   | 1   | DNF1 | 5   | 1101 |
| 4.   | Mazeová            | 18   | 3   | 16  | 14  | 11   | 6   | 6   | 13  | DNF1 | 3    | 17   | 2   | 11   | 14   | 15   | 24   | 12  | 6   | 12  | 6   | 7   | 1   | 5   | DSQ2 | 3   | 5   | DNF2 | 9   | 15  | 3   | DNS1 | 16  | 964  |
| 5.   | Weiratherová       | 5    |     | 2   | DNF | 3    | DSQ | 2   | 2   | 1    | DNF1 |      | 4   | 1    | 17   |      |      | 4   | 2   |     | 2   |     |     |     |      |     |     |      |     |     |     |      |     | 943  |
| 6.   | Shiffrinová        | 6    | 1   |     |     | 2    |     |     |     |      | DNF1 | 12   |     | 8    | 3    | 2    | 1    |     |     | 1   |     |     |     |     | 7    |     | 15  | 24   | 1   |     |     | 1    | 12  | 895  |
| 7.   | Pietilä-Holmnerová | 7    | 20  |     |     | 4    |     |     |     |      | 6    | DNF1 |     | 3    | 7    | DNF2 | 2    |     |     | 3   |     |     |     |     | 5    |     | 8   | 5    | 2   |     |     | 8    | 6   | 647  |
| 8.   | Görglová           | 22   |     | 15  | DSQ | 19   | 14  | 10  | 4   | 4    | DNF1 |      | 10  | 32   | 43   |      |      | 1   | 11  |     | 1   | DNF | 14  | 6   |      | 4   | 19  | 22   |     | 2   | DNF |      | 17  | 640  |
| 9.   | Hospová            |      | 13  | 24  | 3   |      | DNF |     | 12  | 5    |      | 13   |     |      |      | 14   | 14   | 5   | 4   | 6   | 3   | 39  | 19  | 10  | 11   | 11  |     |      | 11  | 13  | DNF | 6    |     | 575  |
| 10.  | Hansdotterová      | 24   | 8   |     |     | 24   |     |     |     |      | DNF1 | 2    |     | DNF1 | DNF1 | 6    | 10   |     |     | 2   |     |     |     |     | 1    |     | 24  | 26   | 4   |     |     | 2    | 13  | 534  |
| Poř. | Lyžařka            | OS   | SL  | SJ  | SG  | OS   | SJ  | SJ  | SG  | SG   | OS   | SL   | SJ  | OS   | OS   | SL   | SL   | SJ  | SK  | SL  | SG  | SJ  | SJ  | SG  | SL   | SJ  | OS  | OS   | SL  | SJ  | SG  | SL   | OS  | Body |
| Poř. | Lyžařka            | SÖL  | LEV | BCR | BCR | BCR  | LKL | LKL | LKL | STM  | STM  | COU  | ISÈ | ISÈ  | LIE  | LIE  | BOR  | ZAU | ZAU | FLA | COR | COR | COR | COR | KRG  | CMN | ÅRE | ÅRE  | ÅRE | LEN | LEN | LEN  | LEN | Body |

| Barva    | výsledek               |
| -------- | ---------------------- |
| Zlatá    | 1. místo               |
| Stříbrná | 2. místo               |
| Bronzová | 3. místo               |
| Zelená   | bodované umístění      |
| Modrá    | nebodované umístění    |
| Nachová  | nedojela do cíle (DNF) |
| Černá    | diskvalifikace (DSQ)   |
| Bílá     | nestartovala (DNS)     |

| Poř. | po 9 závodech              | body |
| ---- | -------------------------- | ---- |
| 1.   | Maria Höflová-Rieschová    | 504  |
| 2.   | Anna Fenningerová          | 464  |
| 3.   | Tina Mazeová               | 409  |
| 4.   | Tina Weiratherová          | 400  |
| 5.   | M. Kaufmann-Abderhaldenová | 389  |

| Poř. | po 6 závodech           | body |
| ---- | ----------------------- | ---- |
| 1.   | Lara Gutová             | 448  |
| 2.   | Anna Fenningerová       | 357  |
| 3.   | Tina Weiratherová       | 310  |
| 4.   | Elisabeth Görglová      | 240  |
| 5.   | Maria Höflová-Rieschová | 216  |

| Poř. | po 8 závodech                 | body |
| ---- | ----------------------------- | ---- |
| 1.   | Anna Fenningerová             | 518  |
| 2.   | Jessica Lindellová-Vikarbyová | 492  |
| 3.   | Maria Pietilä-Holmnerová      | 339  |
| 4.   | Lara Gutová                   | 285  |
| 5.   | Kathrin Zettelová             | 284  |

| Poř. | po 8 závodech            | body |
| ---- | ------------------------ | ---- |
| 1.   | Mikaela Shiffrinová      | 638  |
| 2.   | Frida Hansdotterová      | 488  |
| 3.   | Marlies Schildová        | 385  |
| 4.   | Maria Pietilä-Holmnerová | 308  |
| 5.   | Maria Höflová-Rieschová  | 234  |

| Poř. | po 1 plánovaném závodu  | body |
| ---- | ----------------------- | ---- |
| 1.   | Marie-Michèle Gagnonová | 100  |
| 2.   | Michaela Kirchgasserová | 80   |
| 3.   | Maria Höflová-Rieschová | 60   |
| 4.   | Nicole Hospová          | 50   |
| 5.   | Sara Hectorová          | 45   |

## Týmová soutěž

### Kalendář
| 8.                         | 1. | 25. února 2014  | Innsbruck   | PG 005 | ŠvédskoMaria Pietiläová Holmnerová Anna Swenn-Larssonová Mattias Hargin Anton Lahdenperä Markus Larsson | NorskoMona Løsethová Nina Løsethová Truls Johansen Sebastian Foss Solevåg | ŠvýcarskoDenise Feierabend Wendy Holdenerová Nadja Vogelová Marc Gini Reto Schmidiger Markus Vogel       | [ 77 ] |
| Finále Světového poháru    |    |                 |             |        | |                                                                           | |        |
| 9.                         | 2. | 14. března 2014 | Lenzerheide | PG 006 | ŠvýcarskoDenise Feierabendová Luana Flütschová Wendy Holdenerová Luca Aerni Marc Gini Reto Schmidiger   | USAJulia Mancusová Mikaela Shiffrinová David Chodounsky Tim Jitloff       | RakouskoEva-Maria Bremová Michaela Kirchgasserová Bernadette Schildová Manuel Feller Philipp Schörghofer | [ 78 ] |
| Legenda                    |    |                 |             |        | |                                                                           | |        |
| PG – paralelní obří slalom |    |                 |             |        | |                                                                           | |        |

## Pohár národů
| Poř. | po 68 závodech | body  |
| ---- | -------------- | ----- |
| 1.   | Rakousko       | 11489 |
| 2.   | Švýcarsko      | 5773  |
| 3.   | Itálie         | 5335  |
| 4.   | Francie        | 4825  |
| 5.   | USA            | 4801  |

| Poř. | po 34 závodech | body |
| ---- | -------------- | ---- |
| 1.   | Rakousko       | 5393 |
| 2.   | Francie        | 3689 |
| 3.   | Itálie         | 3253 |
| 4.   | Norsko         | 2955 |
| 5.   | USA            | 2780 |

| Poř. | po 32 závodech | body |
| ---- | -------------- | ---- |
| 1.   | Rakousko       | 6096 |
| 2.   | Švýcarsko      | 3356 |
| 3.   | Švédsko        | 2938 |
| 4.   | Itálie         | 2082 |
| 5.   | Německo        | 2029 |